# Andrzej Zalewski (dziennikarz)

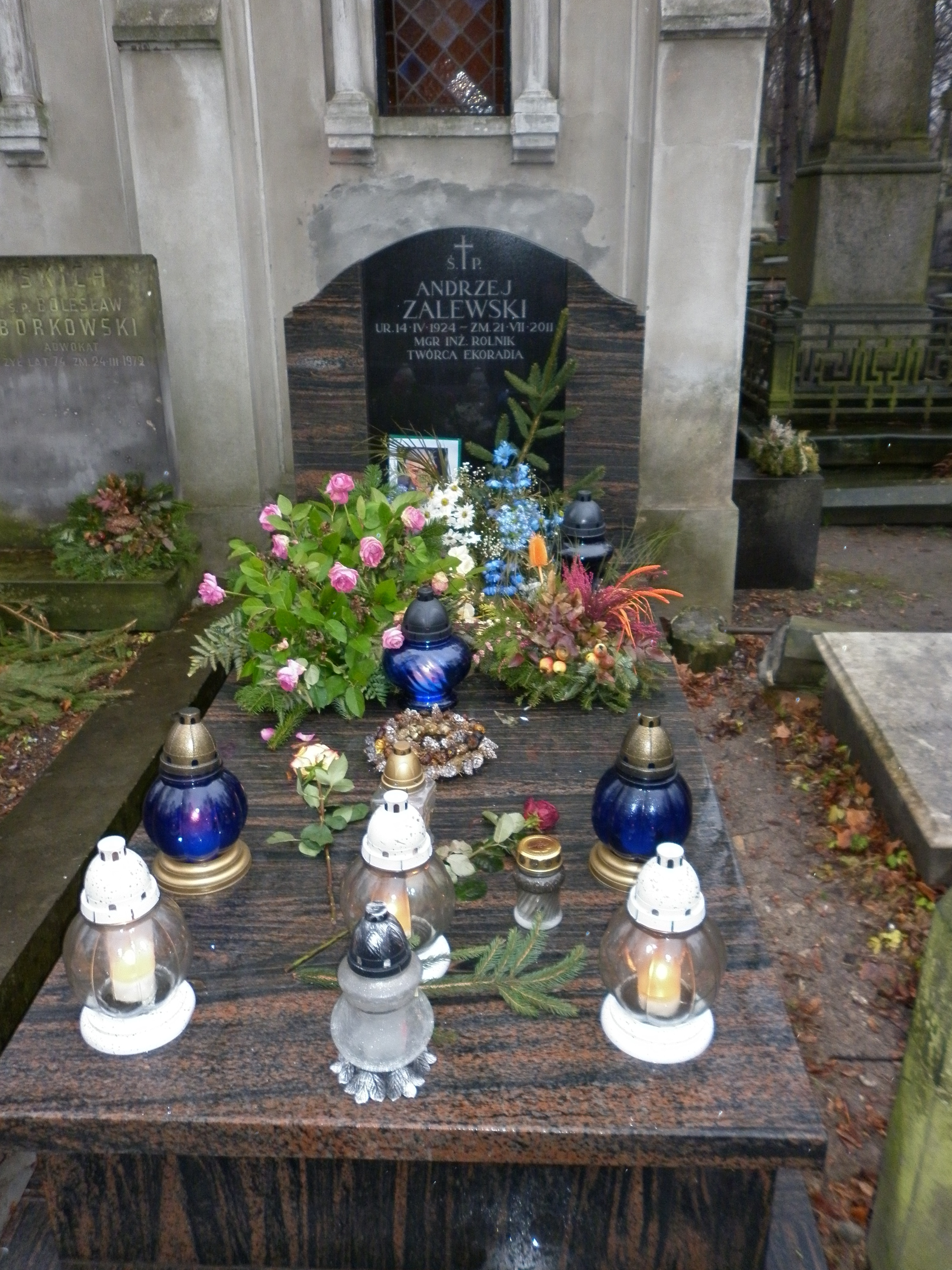
Grób na Starych Powązkach

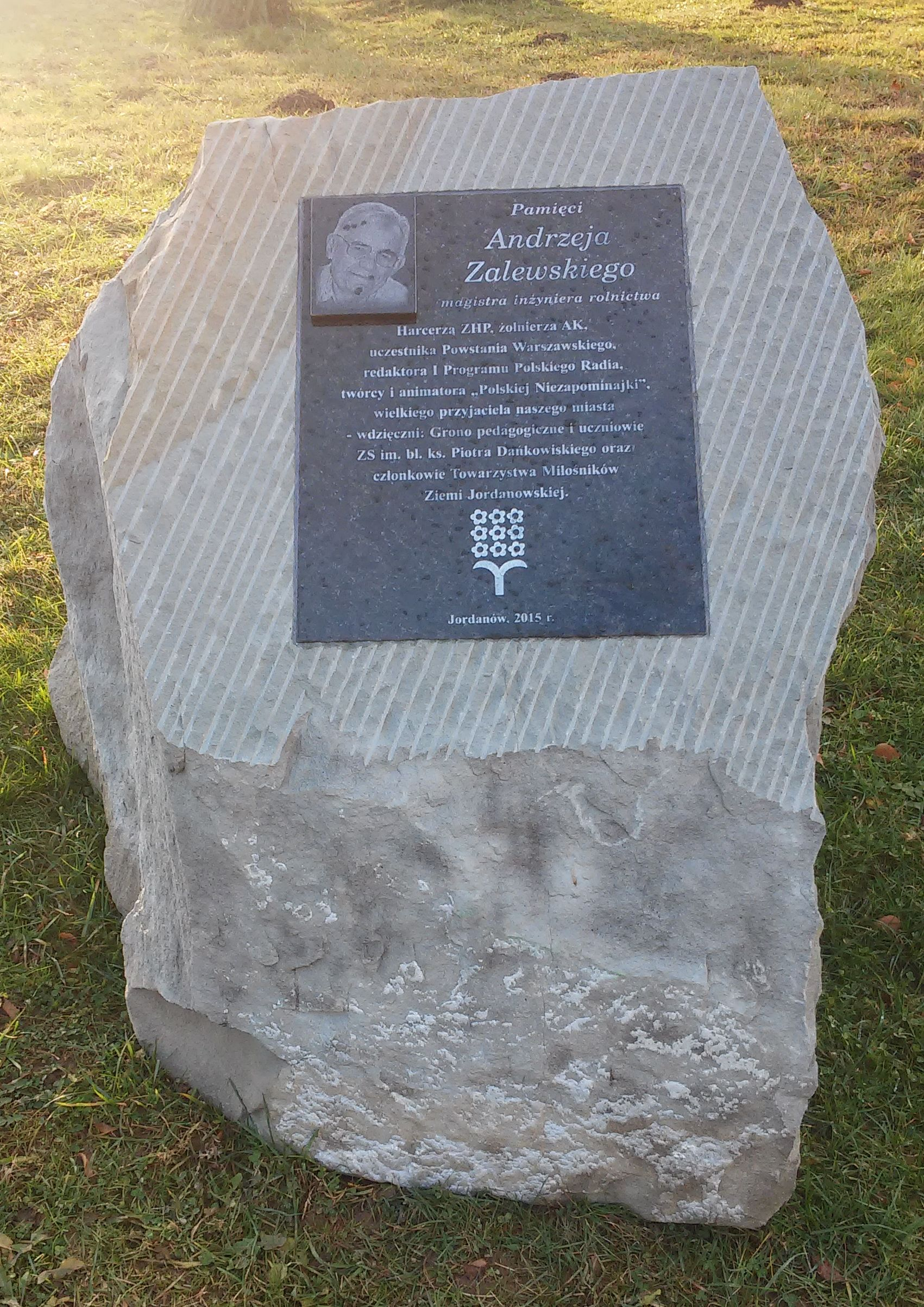
Pamiątkowy obelisk w Jordanowie

Andrzej Zalewski (ur. 14 kwietnia 1924 w Warszawie, zm. 21 lipca 2011 tamże) – polski dziennikarz radiowy, z wykształcenia magister inżynier rolnik. Prowadził audycję Ekoradio w 1 Programie Polskiego Radia.

## Życiorys
W czasie II wojny światowej był zaangażowany w działalność konspiracyjną jako harcerz ZHP, a później jako żołnierz Armii Krajowej (Ponurego i Nurta).
Od lat 50. XX wieku w radiu i telewizji tworzył programy o tematyce wiejskiej, rolniczej, ekologicznej i meteorologicznej. W 1964 roku został stypendystą Organizacji Wyżywienia i Rolnictwa Narodów Zjednoczonych oraz Rządu Austriackiego, w 1978 – Departamentu Stanu USA. Po powrocie z wyjazdu został odsunięty od pracy w telewizji. W 1985 roku przeszedł na emeryturę. Trzy lata później rozpoczęła się jego współpraca z Programem IV Polskiego Radia. Od 1990 do czerwca 2011, czyli prawie do swojej śmierci, prowadził Ekoradio nadawane na antenie Programu I Polskiego Radia – codzienne felietony radiowe, połączone  z przedstawieniem prognozy pogody, będące jego autorskim pomysłem.
Inicjator Święta Polskiej Niezapominajki. W 2008 otrzymał odznaczenie Zasłużony dla Ziemi Jordanowskiej przyznawane każdego roku przez Towarzystwo Miłośników Ziemi Jordanowskiej. Współpracował z Robertem K. Leśniakiewiczem w ramach Eko Radia, dzięki czemu w audycji pojawiały się informacje dotyczące Jordanowa i prognozy pogody dla tego miasta.
Pogrzeb Andrzeja Zalewskiego odbył się 27 lipca 2011 w Warszawie. Został pochowany na cmentarzu Powązkowskim (kwatera 175-1-5). Mszy Świętej pogrzebowej przewodniczył oraz homilię wygłosił ks. bp Józef Zawitkowski.
4 listopada 2011 za wybitne zasługi dla Polskiego Radia został pośmiertnie odznaczony przez Prezydenta RP Bronisława Komorowskiego Krzyżem Oficerskim Orderu Odrodzenia Polski.
W 2016 roku przy Zespole Szkół im. bł. ks. Piotra Dańkowskiego w Jordanowie odsłonięto pamiątkowy obelisk poświęcony pamięci dziennikarza.
1 września 2016 Szkole Podstawowej w Świnkowie jako pierwszej w Polsce nadano imię Andrzeja Zalewskiego.